# Carlos Werner (actor)
Carlos Werner (13 de mayo de 1921 - 11 de agosto de 2016) fue un actor teatral, cinematográfico y televisivo de nacionalidad alemana.

## Biografía
Su nombre completo era Carlos Alfredo Werner, y nació en Escuintla, México. Participó en numerosas películas, y fue conocido por su papel de Ernst-Hugo von Salen-Priesnitz que llevó a cabo hasta el año 1997 en la serie televisiva Lindenstraße.
Werner estuvo casado en primeras nupcias con la actriz Elfriede Rückert, con la que tuvo dos hijos, uno de ellos el presentador Manuel Werner. Volvió a casarse en 1996, siendo su esposa la actriz Mirjam Dreifuss.
Carlos Werner falleció en Affoltern am Albis, Suiza, en el año 2016.

## Filmografía (selección)
- 1956: Die Ehe des Dr. med. Danwitz
- 1959: Land, das meine Sprache spricht (TV)
- 1961: Ein Mond für die Beladenen (TV)
- 1963: Der grüne Kakadu
- 1964: Das Blaue vom Himmel (TV)
- 1965: Der Nebbich (TV)
- 1966: Rosemarie (TV)
- 1966: Das Rätsel von Foresthouse (TV)
- 1966: Flieger Ross (TV)
- 1967: Kennwort Kettenhund (TV)
- 1972: Die Pulvermänner (serie TV, 13 episodios)
- 1972: Eine Handvoll Brennesseln (TV)
- 1972: Immer Ärger mit Hochwürden
- 1974: Sie sind frei, Dr. Korczak
- 1976: Festival für einen Gauner (TV)
- 1977: Peter Voss, der Millionendieb (serie TV, 3 episodios)